# Biserica „Sfântul Arhanghel Mihail” din Batîr
Biserica „Sf. Arhanghel Mihail” este o biserică amplasată în Batîr, raionul Cimișlia, Republica Moldova. Este un monument arhitectural de importanță națională inclus în Registrul monumentelor Republicii Moldova ocrotite de stat cu nr. 91 (raionul Căinari). Datează din 1912.